# Elseworlds
Elseworld é um tipo de publicação da editora DC Comics no qual transcorrem com seus personagens eventos não-convencionais, ocorrendo as histórias desse selo um mundo à parte. Universos paralelos onde podemos ver o personagem em uma situação que não aconteceria no "mundo real" em que ele vive. São eventos que não contam para a cronologia oficial do universo DC. Em algumas histórias, os personagens são vistos em outros momentos históricos, como o Velho Oeste; em outras, futuros possíveis (geralmente trágicos) são mostrados; e por vezes são vistas histórias em que um pequeno detalhe da história é mudado, como em O Prego.

## Túnel Do Tempo ou Multiverso  ou Realidade Alternativa
No Brasil, as editoras Abril, Mythos e a Devir publicaram histórias do selo Elseworlds com o título de Túnel do Tempo. Já a editora Brainstore optou por uma tradução mais próxima do verdadeiro sentido do nome e usou Realidade Alternativa. E a Pandora Books utilizou o nome Multiverso.

## Caracterização
O mote da coleção, modificado por algumas das editoras brasileiras, era este:
"Em Elseworlds, os heróis são retirados dos seus cenários habituais e colocados em locais e épocas diferentes. Locais e épocas que existiram ou que poderiam ter existido... ou que não podem, não poderiam nem deveriam existir. Trata-se de um exercício de imaginanção cujo objectivo é subverter o contexto normal das personagens. O resultado final é uma colecção de histórias que faz com que os heróis, que são conhecidos como o Ontem, sejam tão inéditos como Amanhã."

## Os Anuais de 1994
Em 1994, as edições anuais dos heróis da DC foram usadas para histórias Elsewords. Algumas dessas hístórias foram publicadas no Brasil, outras não. Entre elas estão as quatro edições da mini-série Batman No Túnel Do Tempo.

## No Hipertempo
Na saga Hipertempo, os Elseworlds foram estabelecidos como linhas temporais alternativas.
A ideia do Hipertempo era trazer o Multiverso de volta à cronologia.
Diversos quadrinhos de Elseworlds podem ser vistos no terceiro número do arco (publicado na revista The Kingdom e no Brasil em Superman Premium, da Editora Abril), quando Batman, Superman e os outros heróis mergulham no Hipertempo.

## Em52
Mais tarde, o Hipertempo foi rejeitado e o retorno do Multiverso como antes da Crise Nas Infinitas Terras voltou a ser considerado.
Quando isso aconteceu, na maxi-série 52 várias histórias de Elseworlds foram estebelecidas como integrantes dos 52 universos paralelos que compõe o novo multiverso DC, ao lado de universos correspondentes a linhas editoriais como a Tangent Comics e o Wildstorm, que virou um selo da DC.

## Outras Realidades Mas Não Elseworlds
A DC publicou várias linhas de revistas para seus personagens e conceitos abrigadas em realidades paralelas além de Elseworlds. Foram os selos Impact, Milestone, Tangent Comics, o universo Just Imagine... de Stan Lee. Há também o Mundo Real (Realworlds no original), que teve apenas 04 edições, mas sua temática era outra: mostrar histórias de pessoas comuns sendo influenciadas pelos heróis da DC. Dos quatro títulos publicados (Superman, Batman, Wonder Woman e Justice League), apenas os dois primeiros foram publicados no Brasil, pela Mythos.

## Lista de realidades alternativas
No Brasil, foram publicados:

### Batman
- Batman & Drácula - Chuva Rubra (Editora Abril, 1992)
- Batman & Houdini - Oficina do Diabo, A (Editora Abril, 1995)
- Batman - Bruma Escarlate (Editora Mythos, 2001)
- Batman - Castelo do Morcego, O (Editora Mythos, 2001)
- Batman - Dias que Abalaram o Mundo, Os (Editora Mythos, 2002)
- Batman - Eu, O Coringa (Editora Mythos, 2002)
- Batman - Gotham Assombrada (Editora Mythos, 2005)
- Batman - Gotham Noir (Editora Mythos, 2001)
- Batman - Guardião de Hollywood (Editora Mythos, 2002)
- Batman - Guerra da Secessão, A (Editora Abril, 1993)
- Batman - Intocáveis, Os (Editora Mythos, 2001)
- Batman - Livro dos Mortos, O (Editora Abril, 2000)
- Batman - Mestre do Futuro (Editora Abril, 1992)
- Batman - Pulp Fiction (Editora Mythos, 2002)
- Batman - Sina Macabra (Editora Mythos, 2003)
- Batman - Tempestade de Sangue (Editora Mythos, 2001)
- Batman - Terror Sagrado (Editora Abril, 1992)
- Batman no Túnel do Tempo #1 - Cidadão Wayne (Editora Abril, 1995)
- Batman no Túnel do Tempo #2 - Ninja, O (Editora Abril, 1995)
- Batman no Túnel do Tempo #3 - Tirano, O (Editora Abril, 1995)
- Batman no Túnel do Tempo #4 - Pirata, O (Editora Abril, 1995)
- Conto de Batman, Um - Gotham City 1889 (Editora Abril, 1990)

### Liga Da Justiça
- A Liga De Todos Os Tempos
- Cavaleiros Da Justiça
- Shogun de Aço
- Desígnios Divinos
- Supergênese
- O Prego
- Outro Prego
- Sociedade Secreta
- Super Seven

### SJA
- Dossiê Liberdade
- O Trio Profano
- A era de ouro

### Superman
- Metrópolis
- Morcego de Aço
- A Corporação do Superman
- Uma Nação Dividida
- O Último Filho Da Terra
- A Última Esperança De Kripton
- Lobo De Aço
- Entre A Foice E O Martelo
- A Última Chama
- Kal

### Outros
- Robin 3000
- Lanterna Verde: O Poder Do Mal
- Mulher-Gato: Guardiã De Gotham
- A Legião Do Superboy
- O Reino Do Amanhã

## Outras mídias
O quinto crossover anual das séries do Arrowverse foi chamado de "Elseworlds", e incluiu as séries The Flash, Arrow e Supergirl. Este crossover introduz Batwoman, Gotham City, Nora Fries e Lois Lane no Arrowverse, e foi ao ar entre 9 e 11 de dezembro de 2018 no canal The CW.